# Epamedia – Europäische Plakat- und Außenmedien
Epamedia – Europäische Plakat- und Außenmedien GmbH (Eigenschreibung: EPAMEDIA) ist Österreichs größtes Unternehmen im Bereich Außenwerbung.

## Unternehmen
Das Außenmedienunternehmen Epamedia wurde im September 2006 durch den Zusammenschluss der Außenwerbung Dr. Heinrich Schuster GmbH, Ankünder GmbH, Heimatwerbung GmbH und dem Industrieteam Salzburg gegründet. Die Geschäftsführung setzte sich bis Ende 2012 aus Monika Lindner und Wolfgang Wagner zusammen. Epamedia war zu 100 Prozent im Besitz der Medicur-Holding, deren Eigentümer zu der Zeit die Raiffeisen-Holding Niederösterreich-Wien zu 50 %, die Raiffeisen Zentralbank Wien zu 25 % und die UNIQA Versicherungen zu 25 % waren. Im November 2012 wurde Epamedia an die slowakische Medienholding JOJ Media House verkauft. Von Jänner bis Oktober 2013 war Elena Královenská alleinverantwortlich für das Österreich-Geschäft. Seit Oktober 2013 sind Brigitte Ecker und Alexander Labschütz Geschäftsführer.

## Marktposition
Epamedia betreibt österreichweit 17.500 Plakatstellen und über 2.000 Citylights (Stand 2022). Der Mitbewerber Gewista vermarktet 16.000 Plakatstellen, 1.620 Litfaßsäulen und über 11.760 City Light-Flächen sowie 680 Rolling Boards (Stand 2020).

## Epamedia International
Mit ihren Tochterunternehmen und Beteiligungen in den CEE-Ländern ist Epamedia auch im mittel- und osteuropäischen Raum vertreten. Epamedia International ist in Bulgarien, Kroatien, Mazedonien, Moldawien, Polen, Rumänien, Serbien, der Slowakei, Slowenien, der Tschechischen Republik und in Ungarn tätig.

## Public Space Advertising
Als Außenwerbekonzern betreibt Epamedia Werbung im öffentlichen Raum. Public Space Advertising bedeutet das Erschließen des öffentlichen Raums für Werbung unter Berücksichtigung der steigenden Mobilität und des sich laufend ändernden Medienverhaltens der Gesellschaft.

## Produkte
Die Außenwerbemedien von Epamedia sind Bestandteil des öffentlichen Raums. Zum Angebot von Epamedia gehören das Plakat, das Poster Light (in Standardgrößen von 8- bis 48-Bogen), das City Light, das Tele Light, das Bigboard und die Gerüstwerbung. Seit 2006 werden mit Mall Signage und Vita TV auch digitale Produkte gefertigt.

## Impactissimo
Auf Basis des Plakat Impact Test (PIT), bei dem Karmasin Marktforschung zweimal im Monat die Kommunikationsleistung nationaler Plakatkampagnen testete, vergab Epamedia – bis zum Zusammenschluss gemeinschaftlich Aussenwerbung Dr. Schuster und Ankünder – für die Jahre 1995–2011 den Werbepreis Impactissimo für die erfolgreichsten Außenwerbekampagnen Österreichs. Mit Einführung des Outdoor Servers Austria als neuer Messmethode fielen der PIT und damit die Basis für den Impactissimo weg.